# Ansgarius

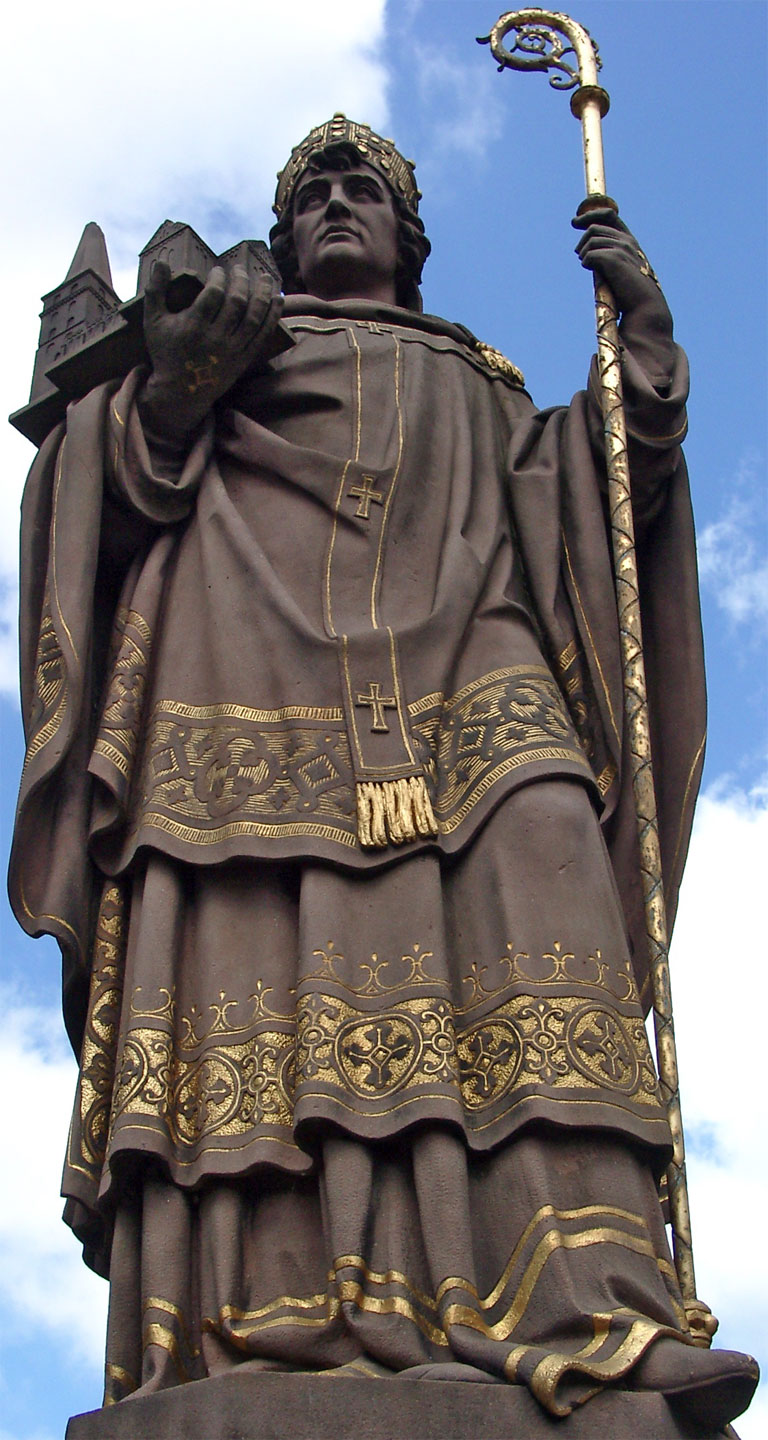
Standbeeld van Sint-Ansgarius in Hamburg

Ansgarius, Anscharius of Anskar (801 - Bremen, 3 februari 865), de Apostel van het Noorden, werd monnik in het oude Corbie (Picardië) en het nieuwe Corbie (Westfalen).
Hij vergezelde de bekeerde koning van Jutland, Harald I, terug naar zijn thuisland na diens ballingschap. Ansgarius werd zendeling in Denemarken en Zweden en richtte de eerste kerk in Zweden op in 832. Hij werd abt van de nieuwe abdij van Corbie in 834, bisschop van Hamburg en pauselijk legaat van Gregorius IV voor Scandinavië.
Ansgarius richtte de eerste school in Denemarken op, maar moest op de vlucht voor de heidenen. Ansgarius was tevens aartsbisschop van Bremen en bestreed de slavernij. Hij bekeerde Erik, de koning van Jutland, en was bekend als prediker en wonderdoener. Een groot deel van zijn werk werd na zijn dood tenietgedaan door het heidendom. Zijn opvolger Rembertus schreef later de hagiografie Vita Ansgarii, waarin Ansgarius' klerikale carrière en zijn missiewerkzaamheden in Scandinavië worden beschreven.
Volgens de overlevering werd Ansgarius door paus Nicolaas I heilig verklaard. Hij is de patroonheilige van Denemarken, van Zweden, van Scandinavië en van het bisdom Bremen.
Zijn naamdag is op 3 februari.
- Bibsys: 90393327
- Biblioteca Nacional de España: XX1761649
- Bibliothèque nationale de France: cb135173365 (data)
- Gemeinsame Normdatei: 118503286
- International Standard Name Identifier: 0000 0001 2140 3456
- Library of Congress Control Number: nr90002348
- Nationale Bibliotheek van Tsjechië: kup19980000002238
- Nationale Bibliotheek van Israël: 987007291790705171
- Nationale Bibliotheek van Polen: a0000001438412
- Nederlandse Thesaurus van Auteursnamen: 073556661
- Réseau des bibliothèques de Suisse occidentale: 02-A013076947
- LIBRIS: 226752
- Système universitaire de documentation: 035138114
- Virtual International Authority File: 76471423
- WorldCat: E39PBJvCRD3DqG8YvXYMM7VV4q